# Claire O’Petit
Claire O’Petit (ur. 15 października 1949 w Épinay-sur-Seine) – francuska polityk reprezentująca partię La République En Marche! W wyborach parlamentarnych w czerwcu 2017 r. została wybrana do francuskiego Zgromadzenia Narodowego, w którym reprezentuje departament Eure.